# Monastère de la Dormition de Staraïa Ladoga
Le monastère de la Dormition de Staraïa Ladoga (en russe : Староладожский Успенский монастырь), est un ancien couvent orthodoxe pour femmes, situé dans le village de Staraïa Ladoga, dans le raïon de Volkhov, de l'oblast de Léningrad. Il est situé sur la rive gauche de la rivière Volkhov, au nord de la citadelle de Staraïa Lagoda. La cathédrale de la Dormition est l'édifice le plus remarquable de ce monastère.

## Histoire
Staraïa Ladoga se trouve sur une position clé de la Route commerciale des Varègues aux Grecs, de la mer Baltique à Constantinople, ce qui explique l'influence de l'empire byzantin en l'architecture et en peinture de fresques dans ces confins septentrionaux. Il est fait mention de l'ensemble du monastère au XVe siècle, alors que sa date de fondation peut être fixée à 1156.
Entre 1611 et 1617, le monastère fut détruit par les troupes suédoises pendant la Guerre d'Ingrie. En 1617, l'église principale du monastère est à nouveau consacrée sous le nom d'église de la Dormition de la Très Sainte Mère de Dieu, un édifice en pierre qui est le plus septentrional des édifices de l'époque pré-mongole de la Rus'. 
En 1718, la première épouse de Pierre Ier le Grand, dénommée Eudoxie Lopoukhine, est conduite à ce monastère depuis Souzdal pour y rester jusqu'à la mort de Pierre Ier, en 1725.
L'ensemble des bâtiments, dont l'origine remonte aux années 1154 à 1159, a été conservé mais cela a nécessité de nombreuses restaurations, en particulier de la cathédrale et de l'enceinte du monastère.

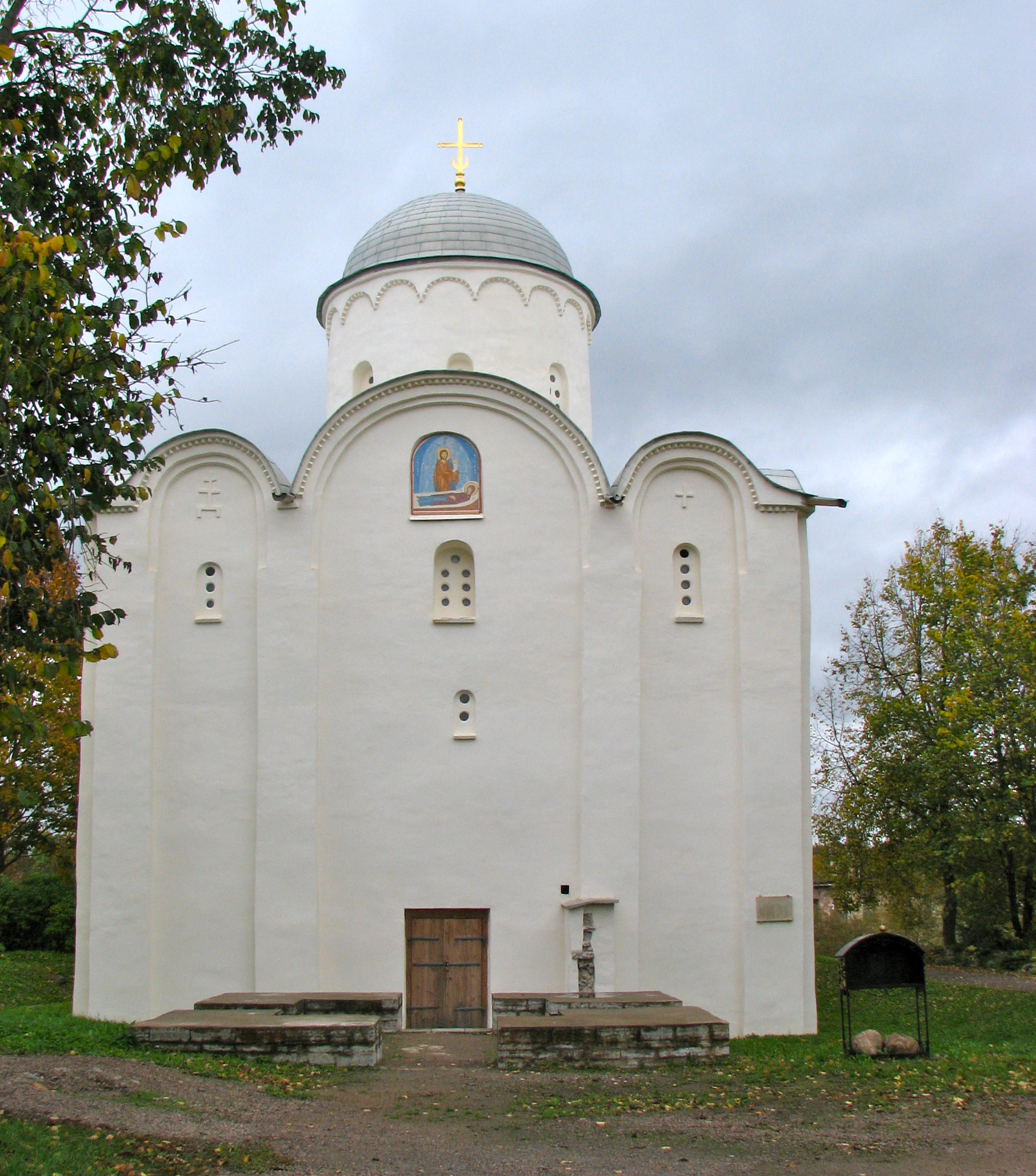
Cathédrale de la Dormition du monastère de Staraïa Ladoga

## Fresques
La restauration des fresques à l'intérieur de l'église se poursuit depuis de longues années. Les travaux récents (2004) ont permis de découvrir et de restaurer, dans une certaine mesure, une cinquantaine de mètres carrés de fragments de fresques datant de la construction de l'édifice, au milieu du XIIe siècle. Ces fragments s'ajoutent à ceux découverts précédemment, et notamment en 1980. Ils proviennent des absides, des bords de fenêtres, des piliers et sont de forme, de taille et d'état de conservation fort différents les uns des autres. Beaucoup de fragments sont conservés au Musée russe ou dans les musées de Novgorod. Leur étude permet de constater une unité stylistique comparable à celle des autres ensembles architecturaux de Novgorod et de Staraïa Lagoda, datant de la première moitié du XIIe siècle. Des études sont en cours pour reconstituer virtuellement les images de peintures, en comparant celles trouvées dans les différents édifices. Et surtout, celles de l'édifice proche comparable : l'église Saint-Georges,.

## Église orthodoxe
En 2004, les bâtiments en mauvais état sont donnés à l'éparchie de Staraïa Ladoga et Saint-Pétersbourg, et, en 2005, le Patriarche Alexis II de Moscou a pris la décision de réaliser la restaurations de l'ensemble de l'ancien monastère. 
Des projets de récupération des cellules monastiques et des bâtiments de service sont établis. La réorganisation complète de la cuisine et du réfectoire fait partie de ces projets. 